# 10469 Krohn
10469 Krohn este o planetă minoră (asteroid), cu un diametru de 2,5 km, din centura de asteroizi. A fost descoperită pe 1 martie 1981 la Observatorul Siding Spring de Schelte J. Bus și a fost numită după Katrin Krohn⁠(d). 
Obiectul prezintă o orbită caracterizată de o semiaxă mare de 2,3502438 UAi, o excentricitate de 0,11, o înclinație de 6,35866 ° în raport cu ecliptica.